# Elliot Tyson
Pour les articles homonymes, voir Tyson.
Elliot Tyson est un ingénieur du son américain né le 20 novembre 1952  à Santa Monica (Californie).

## Filmographie (sélection)
- 1982 : Frances de Graeme Clifford
- 1983 : Gorky Park de Michael Apted
- 1983 : Christine (John Carpenter's Christine) de John Carpenter
- 1983 : Staying Alive de Sylvester Stallone
- 1984 : Runaway : L'Évadé du futur (Runaway) de Michael Crichton
- 1984 : Il était une fois en Amérique (Once Upon a Time in America) de Sergio Leone
- 1986 : Golden Child : L'Enfant sacré du Tibet (The Golden Child) de Michael Ritchie
- 1986 : Les Enfants du silence (Children of a Lesser God) de Randa Haines
- 1986 : La Folle Journée de Ferris Bueller (Ferris Bueller's Day Off) de John Hughes
- 1987 : L'Aventure intérieure (Innerspace) de Joe Dante
- 1987 : Le Secret de mon succès (The Secret of my Succe$s) d'Herbert Ross
- 1988 : Mississippi Burning d'Alan Parker
- 1988 : Tequila Sunrise de Robert Towne
- 1988 : Les Accusés (The Accused) de Jonathan Kaplan
- 1988 : Double Détente (Red Heat) de Walter Hill
- 1989 : Glory d'Edward Zwick
- 1989 : Great Balls of Fire! de Jim McBride
- 1990 : Rocky 5 de John G. Avildsen
- 1990 : Gremlins 2, la nouvelle génération (Gremlins 2: The New Batch) de Joe Dante
- 1991 : Harley Davidson et l'Homme aux santiags (Harley Davidson and the Marlboro Man) de Simon Wincer
- 1991 : Scènes de ménage dans un centre commercial (Scenes From a Mall) de Paul Mazursky
- 1991 : Le Vol de l'Intruder (Flight of the Intruder) de John Milius
- 1992 : Bodyguard (The Bodyguard) de Mick Jackson
- 1992 : Mon cousin Vinny (My Cousin Vinny) de Jonathan Lynn
- 1993 : Sauvez Willy (Free Willy) de Simon Wincer
- 1994 : Les Évadés (The Shawshank Redemption) de Frank Darabont
- 1995 : Seven (Se7en) de David Fincher
- 1995 : Usual Suspects (The Usual Suspects) de Bryan Singer
- 1998 : Star Trek : Insurrection de Jonathan Frakes
- 1998 : La Cité des anges (City of Angels) de Brad Silberling
- 1999 : La Ligne verte (The Green Mile) de Frank Darabont
- 2005 : Esprit de famille (The Family Stone) de Thomas Bezucha
- 2005 : La Guerre des mondes (War of the Worlds) de Steven Spielberg
- 2015 : Aux yeux de tous (Secret in Their Eyes) de Billy Ray

## Distinctions

### Récompenses
- Oscars 1990 : Oscar du meilleur mixage de son pour Glory
- BAFTA 1990 : British Academy Film Award du meilleur son pour Mississippi Burning

### Nominations
- Oscar du meilleur mixage de son
  - en Oscars 1989 pour Mississippi Burning
  - en Oscars 1995 pour Les Évadés
  - en Oscars 2000 pour La Ligne verte